# Turn- und Sportverein Unterhaching 1910 2021-2022
Questa voce raccoglie le informazioni riguardanti il Turn- und Sportverein Unterhaching 1910 nelle competizioni ufficiali della stagione 2021-2022.

## Stagione
Il Turn- und Sportverein Unterhaching 1910 partecipa alla stagione 2021-22 con la denominazione sponsorizzata TSV Haching München, dovuta alla collaborazione col club calcistico Monaco 1860.
In 1. Bundesliga si piazza al nono e ultimo posto, mentre in Coppa di Germania raggiunge i quarti di finale.

## Organigramma societario
Area direttiva
- Presidente: Mihai Paduretu

Area tecnica
- Allenatore: Bogdan Tănase
- Secondo allenatore: Stanislav Pochop
- Assistente allenatore: Adis Katanović
- Scoutman: Frank Kahlmann

Area sanitaria
- Medico: Thomas Stahl, Stephan Thiel
- Fisioterapista: Carolin Friedrich, Guerino Iannucci

## Rosa
| N° | Nome                | Ruolo | Data di nascita   | Nazionalità sportiva |
| -- | ------------------- | ----- | ----------------- | -------------------- |
| 2  | Philipp Schumann    | O     | 2 maggio 1993     | Germania             |
| 4  | Paul Gehringer      | C     | 29 ottobre 2000   | Germania             |
| 5  | Jonas Sagstetter    | S     | 21 aprile 1999    | Germania             |
| 6  | Benedikt Sagstetter | P     | 30 dicembre 2000  | Germania             |
| 7  | Simeon Topuzliev    | S     | 1º gennaio 2000   | Bulgaria             |
| 8  | Leonard Graven      | L     | 22 aprile 2004    | Germania             |
| 9  | Lennart Heckel      | C     | 4 maggio 2002     | Germania             |
| 10 | Niklas Brandt       | S     | 1º gennaio 2002   | Germania             |
| 11 | Juro Petrusic       | O     | 22 maggio 2003    | Germania             |
| 12 | Benjamin Thom       | C     | 5 dicembre 1982   | Germania             |
| 13 | Sebastian Rösler    | C     | 2 novembre 2001   | Germania             |
| 16 | Patrick Rupprecht   | S     | 28 maggio 2003    | Germania             |
| 17 | Eric Paduretu       | P     | 20 settembre 1999 | Germania             |
| 18 | Mohamed Chefai      | L     | 13 settembre 1994 | Tunisia              |

## Statistiche

### Statistiche di squadra
| Competizione      | Punti | In casa | In casa | In casa | In trasferta | In trasferta | In trasferta | Totale | Totale | Totale |
| Competizione      | Punti | G       | V       | P       | G            | V            | P            | G      | V      | P      |
| ----------------- | ----- | ------- | ------- | ------- | ------------ | ------------ | ------------ | ------ | ------ | ------ |
| 1. Bundesliga     | 3     | 7       | 1       | 6       | 7            | 0            | 7            | 14     | 1      | 13     |
| Coppa di Germania | -     | 1       | 0       | 1       | 1            | 1            | 0            | 2      | 1      | 1      |
| Totale            | -     | 8       | 1       | 7       | 8            | 1            | 7            | 16     | 2      | 14     |

G = partite giocate; V = partite vinte; P = partite perse

### Statistiche dei giocatori
| Giocatore     | 1. Bundesliga | 1. Bundesliga | 1. Bundesliga | 1. Bundesliga | 1. Bundesliga | Coppa di Germania | Coppa di Germania | Coppa di Germania | Coppa di Germania | Coppa di Germania | Totale | Totale | Totale | Totale | Totale |
| Giocatore     | P             | PT            | AV            | MV            | BV            | P                 | PT                | AV                | MV                | BV                | P      | PT     | AV     | MV     | BV     |
| ------------- | ------------- | ------------- | ------------- | ------------- | ------------- | ----------------- | ----------------- | ----------------- | ----------------- | ----------------- | ------ | ------ | ------ | ------ | ------ |
| N. Brandt     | 7             | 5             | 4             | 0             | 1             | 0                 | 0                 | 0                 | 0                 | 0                 | 7      | 5      | 4      | 0      | 1      |
| M. Chefai     | 6             | 0             | 0             | 0             | 0             | 0                 | 0                 | 0                 | 0                 | 0                 | 6      | 0      | 0      | 0      | 0      |
| P. Gehringer  | 8             | 7             | 7             | 0             | 0             | 1                 | 0                 | 0                 | 0                 | 0                 | 9      | 7      | 7      | 0      | 0      |
| L. Graven     | 14            | 0             | 0             | 0             | 0             | 2                 | 0                 | 0                 | 0                 | 0                 | 16     | 0      | 0      | 0      | 0      |
| L. Heckel     | 14            | 55            | 32            | 18            | 5             | 2                 | 6                 | 4                 | 2                 | 0                 | 16     | 61     | 36     | 20     | 5      |
| E. Paduretu   | 13            | 13            | 7             | 6             | 0             | 2                 | 3                 | 1                 | 2                 | 0                 | 15     | 16     | 8      | 8      | 0      |
| J. Petrusic   | 12            | 62            | 54            | 6             | 2             | 2                 | 6                 | 4                 | 1                 | 1                 | 14     | 68     | 58     | 7      | 3      |
| S. Rösler     | 14            | 72            | 54            | 13            | 5             | 2                 | 7                 | 4                 | 3                 | 0                 | 16     | 79     | 58     | 16     | 5      |
| P. Rupprecht  | 10            | 31            | 25            | 4             | 2             | 2                 | 9                 | 7                 | 1                 | 1                 | 12     | 40     | 32     | 5      | 3      |
| B. Sagstetter | 11            | 21            | 14            | 4             | 3             | 2                 | 0                 | 0                 | 0                 | 0                 | 13     | 21     | 14     | 4      | 3      |
| J. Sagstetter | 11            | 87            | 72            | 7             | 8             | 2                 | 24                | 21                | 2                 | 1                 | 13     | 111    | 93     | 9      | 9      |
| P. Schumann   | 13            | 187           | 154           | 19            | 14            | 2                 | 35                | 29                | 3                 | 3                 | 15     | 222    | 183    | 22     | 17     |
| B. Thom       | 1             | 0             | 0             | 0             | 0             | 0                 | 0                 | 0                 | 0                 | 0                 | 1      | 0      | 0      | 0      | 0      |
| S. Topuzliev  | 9             | 85            | 77            | 5             | 3             | 2                 | 4                 | 3                 | 1                 | 0                 | 11     | 89     | 80     | 6      | 3      |

P = presenze; PT = punti totali; AV = attacchi vincenti; MV = muri vincenti; BV = battute vincenti